# عربة سفير
سفير: هي عربة جيب عسكرية رباعية الدفع خفيفة متعددة الأغراض إيرانية الصنع، كما يمكنها العمل كعربة إسعاف أو عربة قيادة. تنتج مصانع الفاتح 5000 عربة سفير في كل سنة.

## التاريخ
تم الإعلان عن مركبة سفير عام 2008م في حفل افتتاح خاص، وقد تم إنتاج هذه العربة بشكل مكثف حيث ان 3000 عربة من نوع سفير بُنيَت في تلك السنة، كما ومن المتوقع ان ينتج مركز فاتح أكثر من 5000 عربة في السنة.

## نماذج أخرى
عربة سفير لديها العديد من النماذج، وتشمل على ما يلي:
- نسخة مسلحة بمدفع عديم الارتداد من عيار 106 ملم.
- نسخة ذات 12 سبطانة مجهزة بصاروخ غير موجه من عيار 107.
- نموذج مجهز بصواريخ موجهة مضادة للدورع من طراز «طوفان» أو «توسان».
- نموذج مجهز بصواريخ مضادة للدبابات.
- نموذج مجهز لإطلاق القنابل اليدوية.
- كما يمكنها العمل كعربة إسعاف أو عربة قيادة أو راديو باعث للموجات.

## التسليح
- مدفع عديم الارتداد من عيار 106 ملم.[3]
- صواريخ موجهة مضادة للدروع من طراز طوفان أو توفان.
- عدد 12 سبطانة صاروخ غير موجه من عيار 107.

## مستخدمون فعليون لعربات سفير العسكرية
إيران: يستخدمها الجيش الإيراني.
 السودان: تصنع دولة السودان سابقاً عربات سفير رباعية الدفع تحت رخصة (Karaba VTG01).
 سوريا: تستخدمها القوات العسكرية السورية.
 ليبيا: يستخدمها الجيش الوطني الليبي.
 العراق: تم تقديمها للقوات العراقية وقوات البيشمركة. بالإضافة إلى بعض فصائل الحشد الشعبي العراقي كقوات بدر وكتائب سيد الشهداء وحركة حزب الله النجباء وعصائب أهل الحق ولواء فاطميون ولواء ذو الفقار وسرايا أنصار العقيدة.

## معرض الصور

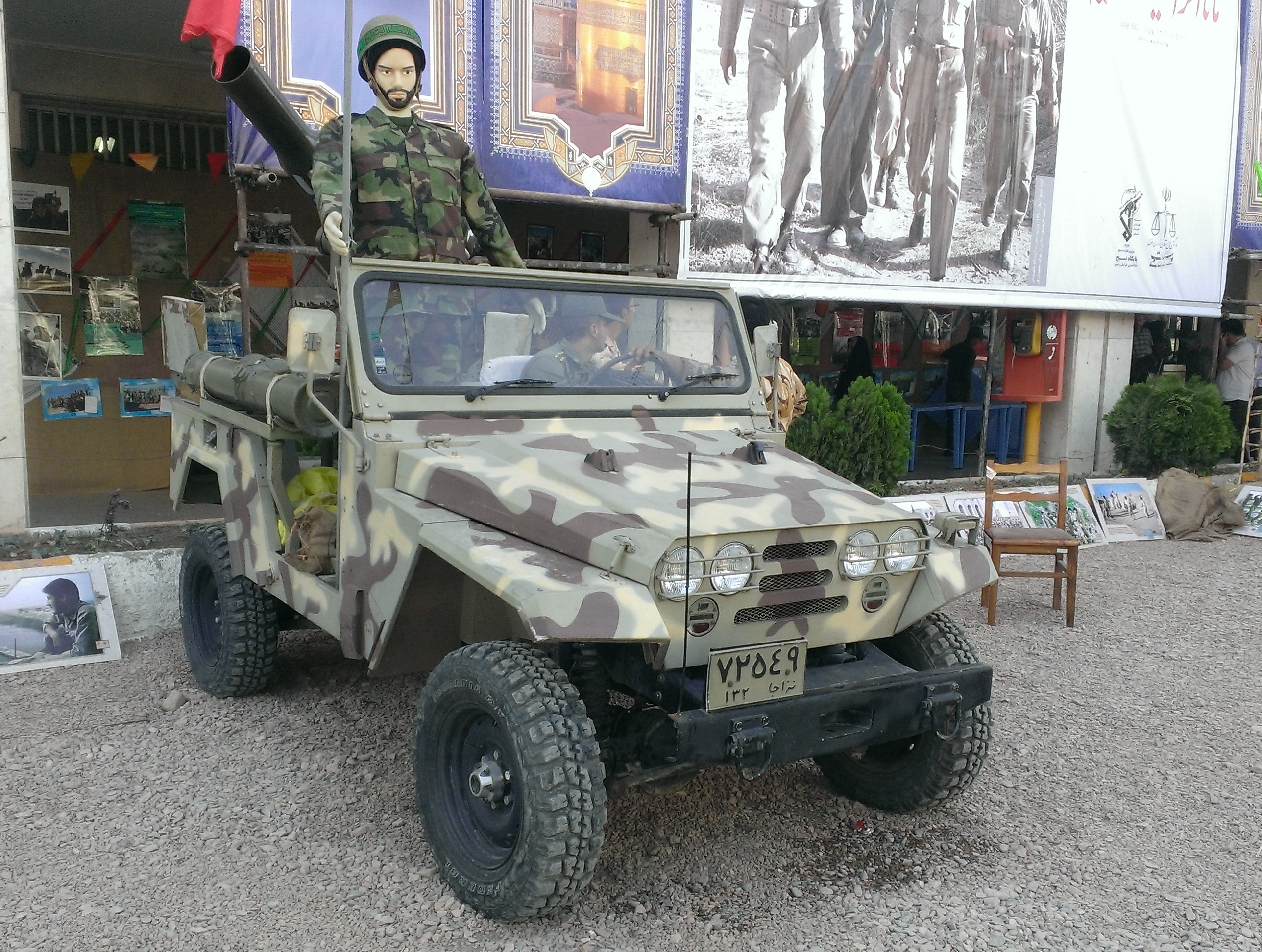
عربة سفير الإيرانية
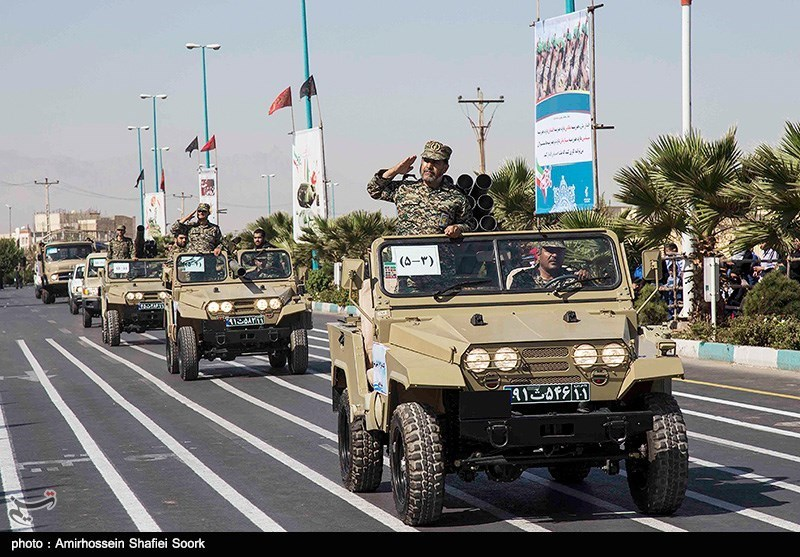
عربة سفير العسكرية
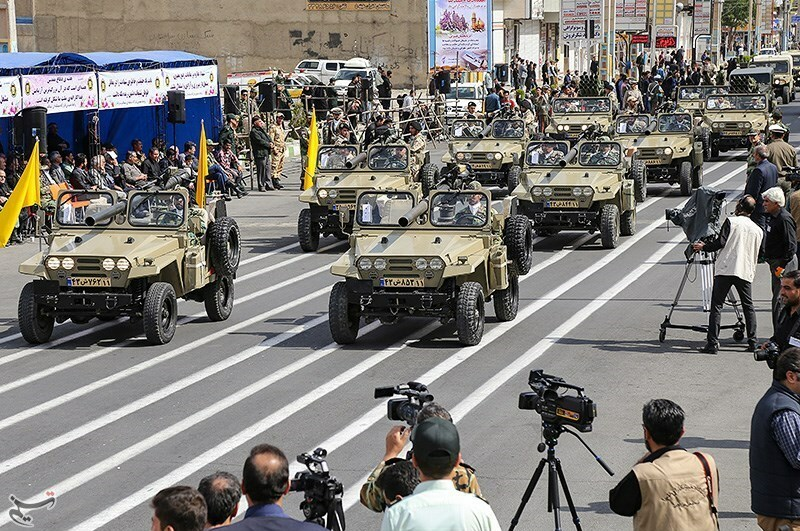
عربة سفير الإيرانية خلال استعراض عسكري